# NGC 5626
NGC 5626 est une vaste galaxie lenticulaire située dans la constellation de l'Hydre. Sa vitesse par rapport au fond diffus cosmologique est de 7 120 ± 20 km/s, ce qui correspond à une distance de Hubble de 105,0 ± 7,4 Mpc (∼342 millions d'al). NGC 5626 a été découverte par l'astronome britannique John Herschel en 1835.